# Jägerhof (Leipzig)

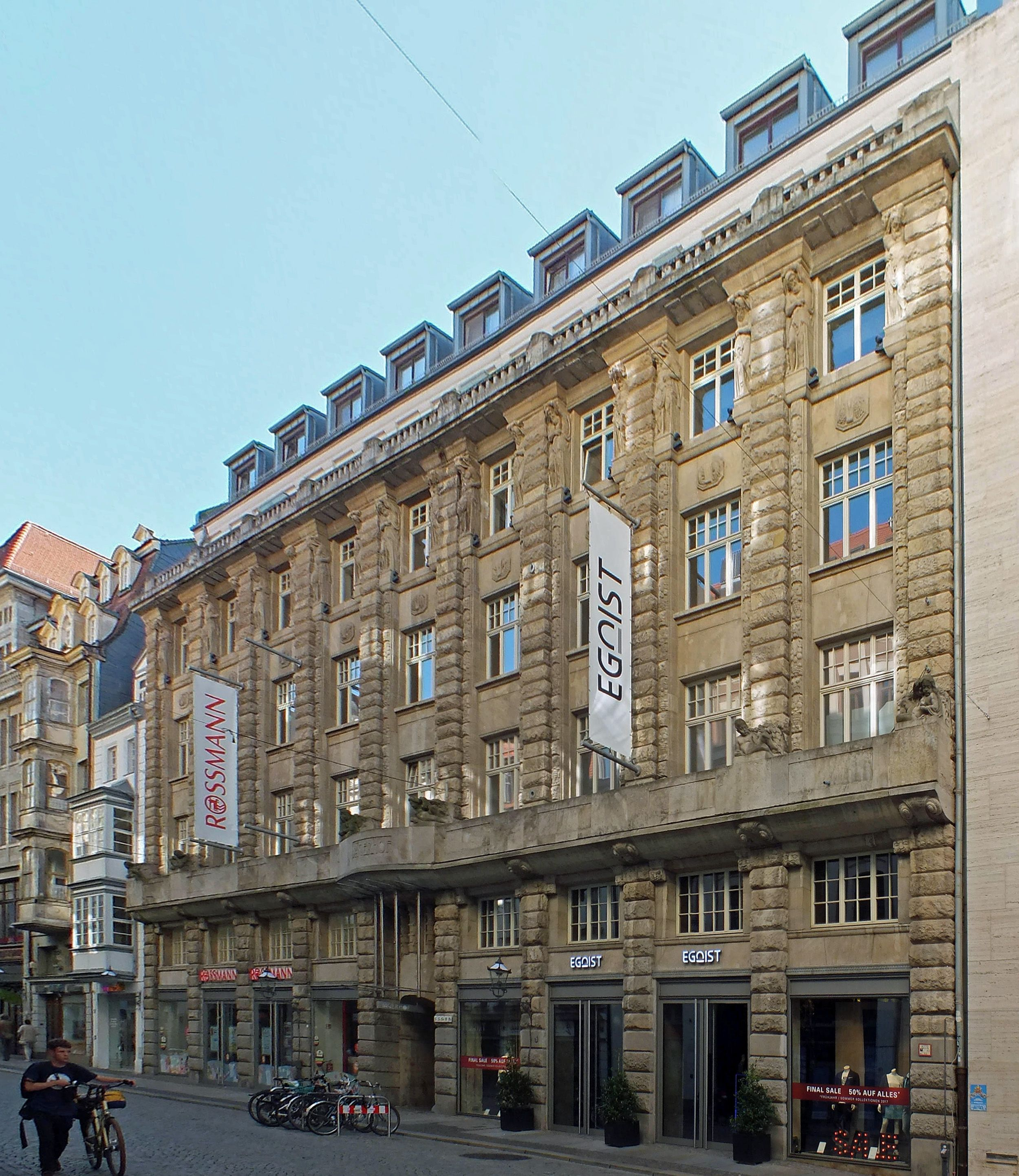
Front des Jägerhofs zur Hainstraße (2017)

Der Jägerhof in Leipzig ist ein Gebäudekomplex zwischen Hainstraße und Großer Fleischergasse,  durch den die gleichnamige Passage verläuft. Er steht unter Denkmalschutz.

## Baubeschreibung
Die der Hainstraße zugewandte fünfgeschossige Fassade des Jägerhofs aus Thüringer Muschelkalk besitzt auf einer Länge von 40 Metern neun Fensterachsen, die durch breite Lisenen geteilt sind. Über dem Zwischengeschoss verläuft über die volle Länge ein Austritt mit Figurenschmuck. Atlanten in den Fensterlaibungen des dritten Obergeschosses tragen das Hauptgesims unter der Dachbalustrade. Das vierte Obergeschoss ist leicht zurückgesetzt. Das Satteldach trägt zwei Reihen von Schleppgauben.
Ein Durchgang führt in drei hintereinander liegende Innenhöfe mit Flächen zwischen etwa 30 m² und 60 m², die ihrerseits durch Gänge verbunden sind, welche schließlich auf die Große Fleischergasse führen. Die so entstehende Passage hat eine Länge von 123 Metern. Die Innenhöfe besitzen Glasdächer, und ihre Wände sind mit weißen Keramikfliesen belegt. Der zur Hainstraße gelegene Hof, der größte, weist an Zierfliesen, Simsen und einem Zierbrunnen Jugendstilmotive auf.
Das zur Großen Fleischergasse weisende fünfgeschossige Gebäude mit einer 27 Meter langen, leicht geknickten Fassade und neun Fensterachsen weist schlichtere Formen auf als jenes zur Hainstraße. Das Erdgeschoss ist durch Arkaden gegliedert. Über dem Passageeingang befindet sich ein kleiner Erker. Im rechten Teil erstrecken sich über die ersten beiden Geschosse dorische Halbsäulen. Die Lisenen im zweiten und dritten Obergeschoss sind gekehlt. Das vierte Obergeschoss ist hinter einem Metallziergitter zurückgesetzt. Vier Bogendachgauben durchbrechen das Gebäudedach.

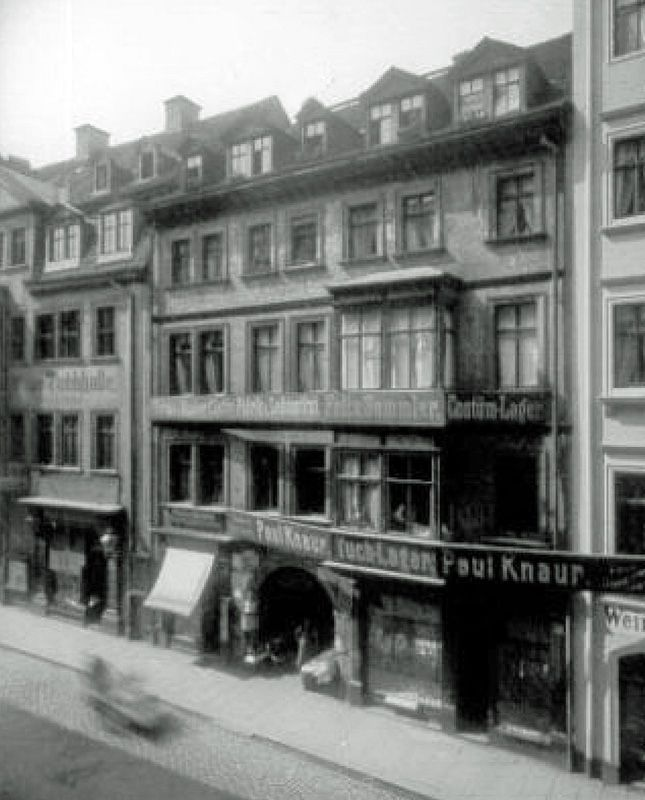
Hainstraße 17/19 um 1895, die Vorgängerbauten des Jägerhofs
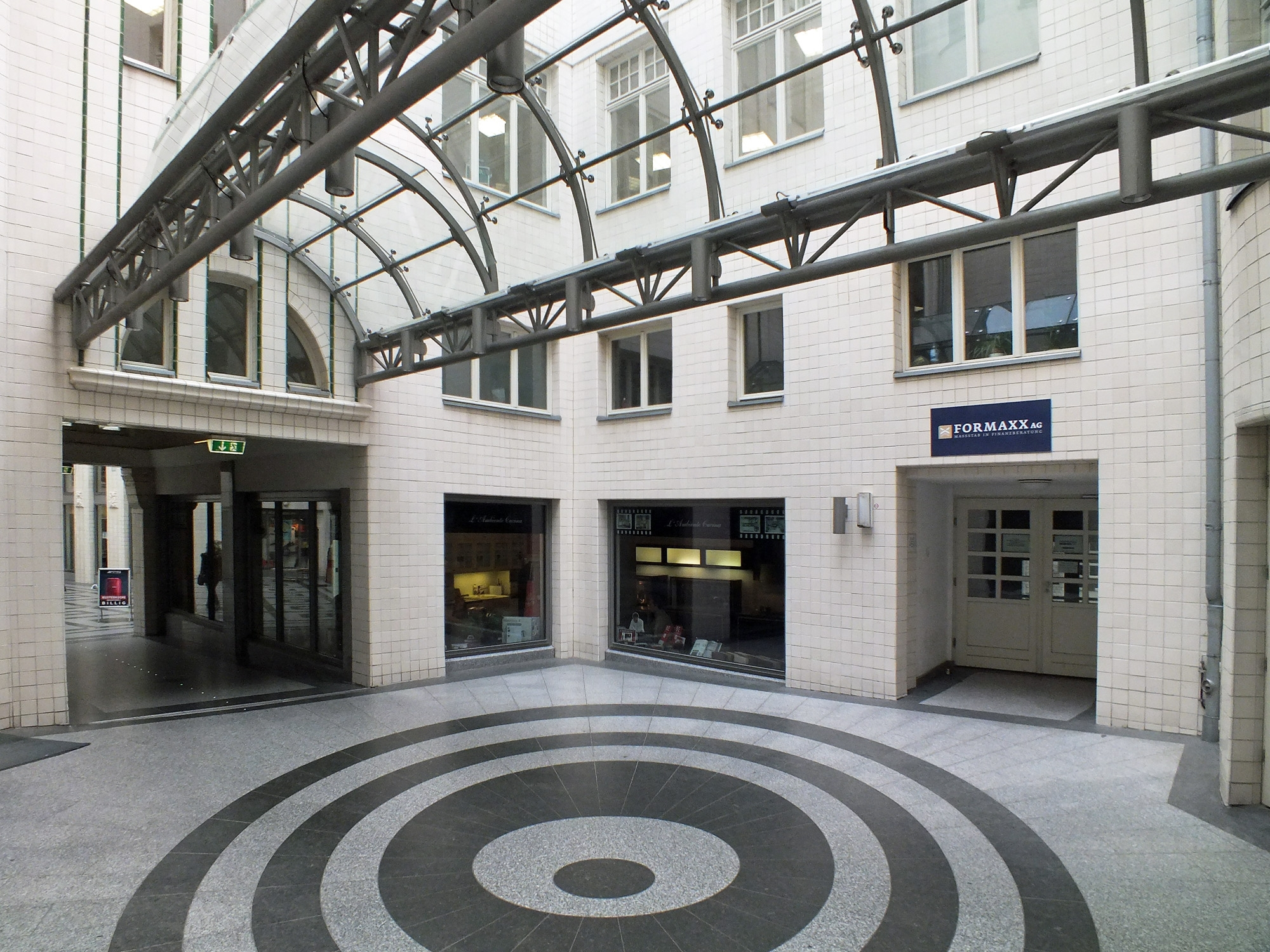
Mittlerer Teil der Jägerhofpassage (2011)
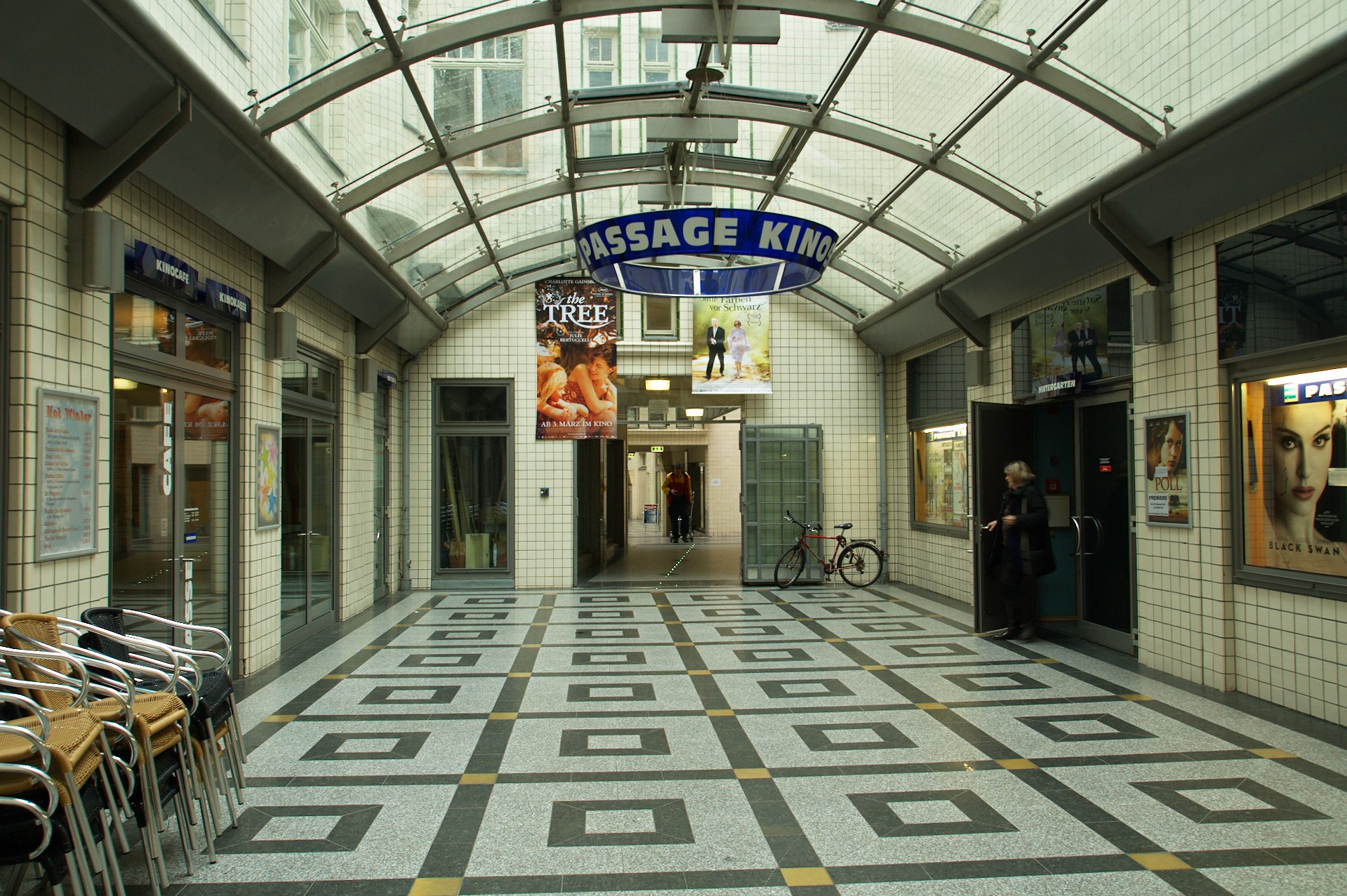
Der Kinobereich (2011)
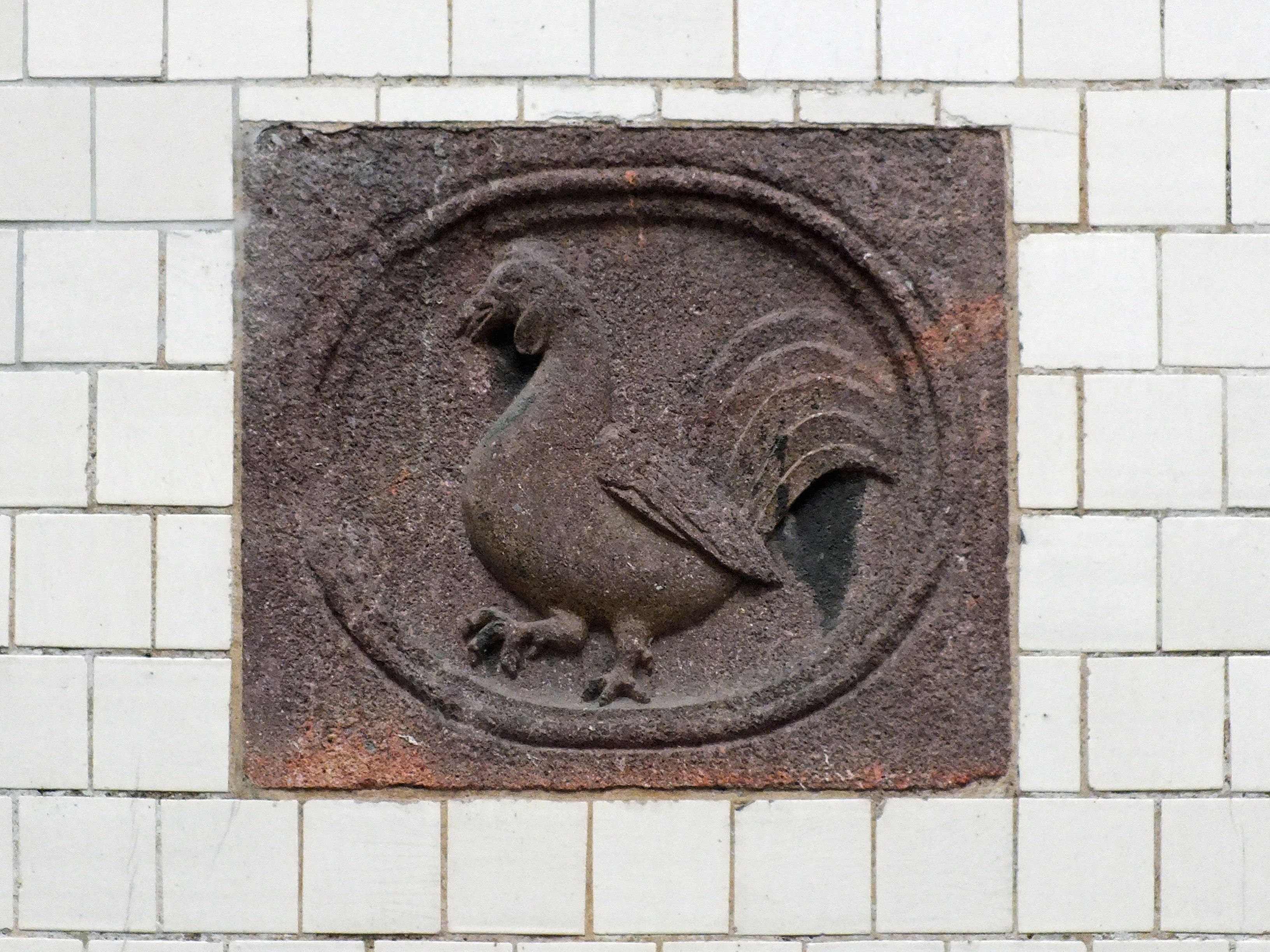
Altes Hauszeichen („Zum goldenen Hahn“) im 1. Innenhof (2017)

## Geschichte
Von 1911 bis 1914 ließ der Leipziger Kommerzienrat Carl Hermann Jäger nach Plänen des Leipziger Architekten Alfred Müller (1868–1932) ein Messehaus an der Hainstraße errichten. Die beiden dazu überbauten Grundstücke hießen Lederhof (Nr. 17), so genannt seit 1850, und Zum goldenen Hahn (Nr. 19), ein schon 1634 so bezeichneter Gasthof, dessen Hauszeichen im ersten Innenhof noch zu sehen ist. Hinter dem Haus an der Hainstraße entstanden weitere Gebäude, 1915 wurde dort ein Kino eröffnet.
1919/1920 ließ Jäger auf den rückwärtig angrenzenden Grundstücken Große Fleischergasse 11 und 13 vom gleichen Architekten ein weiteres Gebäude errichten und durch die Zwischenbauten von der Hainstraße zur Großen Fleischergasse eine Passage anlegen, welche, wie nunmehr auch der gesamte Gebäudekomplex, den Namen Jägerhof erhielt.
Nach teilweiser Zerstörung im Zweiten Weltkrieg und provisorischer Instandsetzung war der Jägerhof in Teilen wieder nutzbar. Anfang der 1990er-Jahre gehörte der Jägerhof zu den Leipziger Immobilien, deren Sanierung der Bauunternehmer Jürgen Schneider (* 1934) in Angriff genommen hatte. Nach dessen Insolvenz 1994 übernahm die Dresdner Bank das Grundstück und sanierte den Jägerhof im letzten Viertel der 1990er-Jahre.

## Kino
Der Jägerhof ist seit 1915 ein Leipziger Kinostandort. Im November 1915 wurde ein Lichtspielhaus mit dem Namen Union eröffnet. Die Einführung des Ton- und schließlich des Farbfilms erlebte das Haus in der Zeit von 1918 bis 1945 unter dem Besitzer Max Künzel und dem Namen U. T. Hainstraße. Die Zahl der Sitzplätze wurde von 580 auf 962 Plätze erhöht. Ab Juli 1945 übernahm die Stadt Leipzig das Kino und nannte es Theater der Jugend. Von März 1946 bis 1949 war es Kino der sowjetischen Streitkräfte. Als Filmtheater der Freundschaft begann im April 1951 die nächste Periode, die bis zur Umbenennung in Passage 1990 währte. Nach einer Schließzeit von März 1994 bis April 1995 sowie der Umbauzeit des Jägerhofs von 1996 bis 1998, bei der der Kinosaal geteilt und zwei kleine Säle hinzugebaut wurden, öffneten am 1. Oktober 1998 die Passage Kinos mit 592 Plätzen in den vier Sälen Astoria, Universum, Wintergarten und Filmeck, alles ehemalige Leipziger Kinos. 2015 kam der Saal Casino hinzu.